# Liste der Bodendenkmäler in Gersthofen
Auf dieser Seite sind die Bodendenkmäler in der schwäbischen Stadt Gersthofen zusammengestellt. Diese Tabelle ist eine Teilliste der Liste der Bodendenkmäler in Bayern. Grundlage ist die Bayerische Denkmalliste, die auf Basis des Bayerischen Denkmalschutzgesetzes vom 1. Oktober 1973 erstmals erstellt wurde und seither durch das Bayerische Landesamt für Denkmalpflege geführt wird. Die folgenden Angaben ersetzen nicht die rechtsverbindliche Auskunft der Denkmalschutzbehörde.

## Bodendenkmäler in Gersthofen
| Lage       | Objekt                                                                                     | Akten-Nr.     | Bild |
| ---------- | ------------------------------------------------------------------------------------------ | ------------- | ---- |
| (Standort) | Viereckschanze der jüngeren Latènezeit.                                                    | D-7-7530-0044 |      |
| (Standort) | Schürfgruben vor- und frühgeschichtlicher oder mittelalterlicher Zeitstellung.             | D-7-7530-0045 |      |
| (Standort) | Grabhügel vorgeschichtlicher Zeitstellung.                                                 | D-7-7530-0047 |      |
| (Standort) | Siedlung des Neolithikums, Gräber der Urnenfelderzeit.                                     | D-7-7530-0051 |      |
| (Standort) | Mittelalterliche und frühneuzeitliche Befunde im Bereich der Kath. Pfarrkirche St. Martin  | D-7-7530-0117 |      |
| (Standort) | Frühneuzeitliche Befunde im Bereich des Schlosses Gailenbach.                              | D-7-7530-0118 |      |
| (Standort) | Mittelalterliche und frühneuzeitliche Befunde im Bereich der Kath. Filialkirche            | D-7-7530-0122 |      |
| (Standort) | Mittelalterliche und frühneuzeitliche Befunde im Bereich der Kath. Pfarrkirche St. Blasius | D-7-7530-0139 |      |
| (Standort) | Mittelalterliche und frühneuzeitliche Befunde im Bereich des ehem. Schlosses               | D-7-7530-0140 |      |
| (Standort) | Gräber der späten Bronzezeit und der Urnenfelderzeit.                                      | D-7-7530-0150 |      |
| (Standort) | Straße der römischen Kaiserzeit.                                                           | D-7-7531-0063 |      |
| (Standort) | Körpergräber der Latènezeit.                                                               | D-7-7531-0116 |      |
| (Standort) | Körpergräber des Frühmittelalters.                                                         | D-7-7531-0117 |      |
| (Standort) | Körpergräber vor- und frühgeschichtlicher oder mittelalterlicher Zeitstellung.             | D-7-7531-0118 |      |
| (Standort) | Straßentrasse mittelalterlicher und frühneuzeitlicher Zeitstellung.                        | D-7-7531-0122 |      |
| (Standort) | Siedlung vor- und frühgeschichtlicher Zeitstellung.                                        | D-7-7531-0123 |      |
| (Standort) | Straßentrasse mittelalterlicher und frühneuzeitlicher Zeitstellung.                        | D-7-7531-0142 |      |
| (Standort) | Siedlung vor- und frühgeschichtlicher Zeitstellung.                                        | D-7-7531-0251 |      |
| (Standort) | Mittelalterliche und frühneuzeitliche Befunde im Bereich der Kath. Pfarrkirche St. Jakobus | D-7-7531-0282 |      |